# Flambart (bateau)
Le flambart (ou flambard) est un petit bateau de pêche originaire de Normandie,, aussi utilisé en Bretagne.
Il porte deux mâts avec voile au tiers, ainsi que foc, misaine et hunier ; la bôme de taillevent déborde largement à l'arrière. Son arrière à tableau lui vaut le surnom de « cul-carré ». Il donne l'impression d'une goélette miniature.
Puissant, il est utilisé pour diverses activités : pêche à la sardine, dragage des huîtres, transport de goëmon.
Le dragou est un flambart breton, dont le nom vient de sa fonction (le dragage).
Son nom « flambart » a vraisemblablement la même origine que celui du flobart, bateau de pêche des côtes boulonnaises. Le passage de [o] à [ɑ̃] s'explique sans doute par l'analogie avec le terme bien connu flambart, nom donné par les marins normands au « feu de Saint-Elme ». En outre, les nasalisations ou inversement les dénasalisations sont communes en dialecte normand.